# Ludwig Refinger

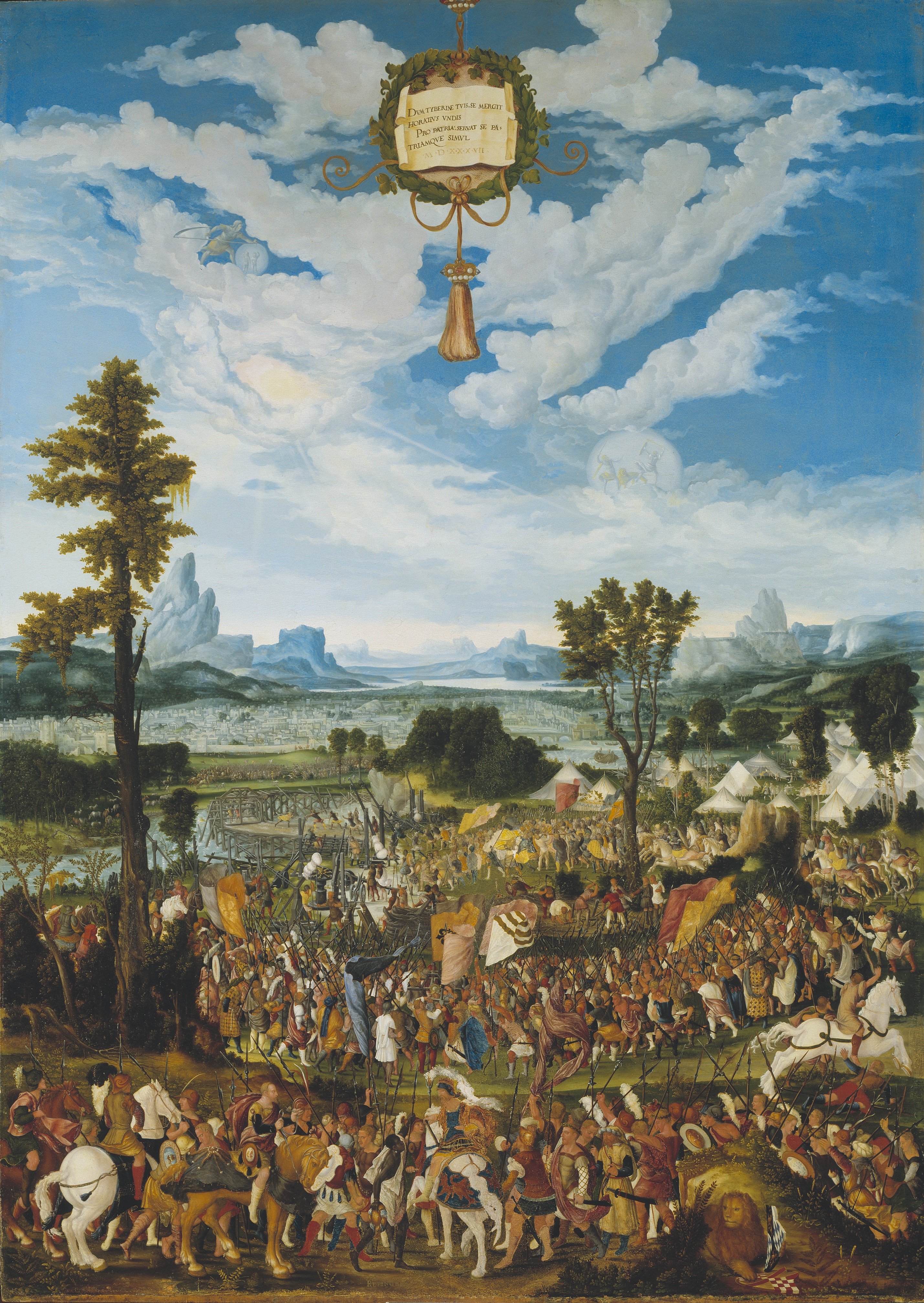
Battaglia tra Orazio Coclite e Porsenna, Nationalmuseum Stoccolma

Ludwig Refinger (Ingolstadt oppure Röfingen, 1506 circa – Monaco di Baviera, 1548) è stato un pittore tedesco.

## Biografia
Con Hans Muelich fu allievo di Wolfgang Muelich a Monaco di Baviera, e in seguito divenne assistente di Barthel Beham, fino al 1540. Lavorò a numerose commissioni per i duchi di Baviera-Landshut, tra cui la serie di battaglie storiche a cui partecipò anche, tra gli altri, Albrecht Altdorfer.